# 伊洛瓦底江-湄南河-湄公河经济合作战略组织
伊洛瓦底江-湄南河-湄公河经济合作战略组织（英語：Ayeyawady-Chao Phraya-Mekong Economic Cooperation Strategy，简称ACMECS），是由中南半岛五国——泰国、老挝、柬埔寨、缅甸、越南所组成的政治、经济及文化组织。该组织在2003年由泰国前总理他信提出“经济合作战略”的构想而发端，并得到了柬埔寨、老挝、缅甸领导人的赞同。
2003年11月，四国的领导人在缅甸蒲甘举行首次会晤，并通过《蒲甘宣言》，四国将在5个领域展开合作，未来10年中计划进行46个共同合作项目和224个双边合作项目。“伊洛瓦底江-湄南河-湄公河经济合作战略组织”的名称也在这次峰会上确定。
2004年5月，越南加入ACMECS。
ACMECS旨在根据联合国千年发展目标，利用区域和双边合作实现可持续的发展，以平衡五国之间的经济差距，促进该地区的长久繁荣。该组织的建立也有利于东盟内部的团结。